# Partido Progresista de Honduras
El Partido Progresista de Honduras (PPH) o Partido Nacional Progresista de Honduras (PNPH) fue uno de los partidos políticos de la república de Honduras creados en el siglo XIX.

## Historia
El Partido Progresista fue fundado un 8 de febrero de 1891 en Santa Bárbara, por el presidente general Luis Bográn y Enrique Gutiérrez Lozano, otros liberales moderados, antiguos partidarios de Medina y personas sin definición política, poco antes de las elecciones de ese año. No obstante, paralelamente a este partido el doctor Ramón Rosa también intento fundar un Partido Progresista Liberal.
En la Asamblea del Partido Progresista se escogió al general Ponciano Leiva para que fuese el candidato oficial en las Elecciones generales a realizarse en fecha 6 de noviembre de ese año y en las cuales Leiva fue el ganador. Al año siguiente, 1892, la mayoría de diputados que habían firmado el acta de fundación del partido, optaron por el nombre de Partido Progresista, único nombre con el cual continuó existiendo hasta 1902, cuando antiguos seguidores liberales "policarpistas" y conservadores decidieron fundar el Partido La Democracia y llevar como candidato presidencial al general Manuel Bonilla en las elecciones presidenciales, las cuales fueron ganadas abrumadoramente. Este partido es la base del actual Partido Nacional de Honduras.

## Elecciones ganadas
Se obtuvo triunfo en las sucedidas en el mes de noviembre de 1891, con el candidato Ponciano Leiva Madrid.     